# منتخب آيسلندا لكرة الطائرة للرجال
منتخب آيسلندا الوطني لكرة الطائرة للرجال هو ممثل آيسلندا الرسمي في المنافسات الدولية في كرة طائرة .